# 1964년 서해 어선단 실종 사고
서해 어선단 실종 사고는 1964년 7월 29일에서 30일 사이에 서해에 불어닥친 태풍으로 연평도 부근에서 조업하던 새우잡이 어선단이 실종된 사고이다. 실종된 어선단의 대부분은 북한에 표류, 억류되었다가 귀환하였고, 2명이 귀환하지 못했다. 이 사고로 모두 95명이 사망 또는 행방불명된 것으로 추정되었다.

## 사고 경위

### 태풍 플로시
1964년 제7호 태풍 플로시(Flossie)는 28일 새벽 상해 남동 200 km 해상에서 북쪽으로 진행 중이었다. 중앙관상대는 29일 7시 반을 기하여 서해 해상에 태풍 경보를 발령하였다. 태풍은 예상과는 달리 중부지방에 상륙하지 않고 북상하였고, 30일 오전에는 함경북도 지방으로 이동하였다. 서해 해상에 내렸던 태풍경보와 주의보는 30일 4시에 해제되었다. 인천에서 관측된 태풍의 최대 풍속은 초속 35m였다.

### 조난 사고
8월 5일, 서해안에서 조업 중이거나 정박 중이던 선박 65척과 승선한 281명의 선원이 태풍의 영향으로 행방불명되었음이 보도되었다.
8월 6일까지 파악한 경기도 일대의 실종 사고는 어선 85척에 행방불명 543명이며, 해군과 경찰, 민간 선박을 동원하여 수색하여 그중 27척과 236명을 구조하여 58척에 행방불명 313명이 남아 있다고 보도되었다.

## 구조 및 사고 처리

### 북한의 구조
8월 5일, 북한에서 태풍이 지나간 29일 한국 어선 30여 척과 200여 명 이상의 어부들을 구조하였다고 신화 통신에서 보도한 내용이 4일발 동경 AP 통신을 인용하여 한국내에 알려졌다.

### 송환
8월 10일, 북한이 군사정전위 공산대표를 통하여 200여 명의 어부들과 어선의 송환 의사를 유엔측 대표에 전달하였다고 14일 국방부장관이 발표하였다.
9월 11일, 판문점에서 열린 군사정전위원회에서 북한대표는 한국정부의 관계기관 대표가 15일 해주에 와서 어부들을 인수해 가라고 통고하였다.
9월 15일 해주를 떠난 어선 33척과 어부 219명이 북한과 한국 함정의 연계 인도로 연평도에 도착하였다.

### 사망, 실종 및 미귀환
실종된 58척 313명 중 33척 219명이 귀환하였다. 남은 실종자 중 3명은 시신이 확인되었고, 경찰은 송환된 어부들의 목격에 의해 32명이 폭풍으로 사망한 것으로 추정하였다. 2명은 북한에 억류되었고, 남은 62명은 여전히 행방불명으로 보도되었다.
북한에 억류 시 야간에 어민들이 곳곳을 구경하게 하였는데 한 선원이 이에 이의를 제기하고 안내원과 말다툼을 벌이자 격리수용되었고 송환에서도 제외되었음이 귀환한 어부들로부터 밝혀져, 내무부가 국방부를 통하여 군사정전위원회에 해당 선원의 송환 요구를 요청하게 했다고 보도되었다.

## 원인 분석 및 논란
사고의 원인으로, 어선의 태풍경보 무시, 해군의 경고에도 조업 계속, 섬의 무전 연락 미비가 지적되기도 하였다. 어선의 대부분이 무동력선이고, 섬에 방파제가 없는 것도 원인으로 지적되었다.